# Walter Rheiner
Walter Rheiner, né Walter Heinrich Schnorrenberg le 18 mars 1895 à Cologne et mort le 12 juin 1925 à Berlin-Charlottenburg, est un écrivain allemand du mouvement post-expressionniste « groupe 1917 ».

## Biographie
Sa mort est le sujet d'un tableau du peintre Conrad Felixmüller (Mort du poète Walter Rheiner, 1925).

## Publications
Parmi les œuvres publiées de son vivant, on notera :
- Kokain, nouvelle, 1918 ; Cocaïne, trad. fr. Pierre Deshusses, préf. Cécile Guilbert, Paris, Payot & Rivages, coll. « Petite bibliothèque », 2020.
- Das schmerzliche Meer, poèmes, 1918
- Der bunte Tag poèmes, 1919